# دنیس گرینگر
دنیس گرینگر (انگلیسی: Dennis Grainger; ۵ مارس ۱۹۲۰ – ۶ ژوئن ۱۹۸۶) بازیکن فوتبال اهل بریتانیا بود.
از باشگاه‌هایی که در آن بازی کرده‌است می‌توان به باشگاه فوتبال اولدهام اتلتیک، باشگاه فوتبال ساوتپورت، باشگاه فوتبال لیدز یونایتد، و باشگاه فوتبال ورکسام اشاره کرد.